# Альціон сіроголовий
Альціон сіроголовий (Halcyon leucocephala) — вид сиворакшеподібних птахів родини рибалочкових (Alcedinidae).

## Поширення
Вид поширений на більшій частині тропічної Африки південніше Сахари, досягаючи ПАР, а також півдня Аравійського півострова та островів Кабо-Верде. Це перелітні птахи, які розмножуються в південній частині свого ареалу та на Аравійському півострові, а після сезону розмноження переміщуються в регіони ближче до екватора. Під час міграцій вони пересуваються вночі. Мешкає в лісистих і чагарникових місцях, часто біля води, хоча це не водний вид.

## Опис
Птах завдовжки до 21 см. Голова світло-сіра, а груди білуваті. Спина і криючі крил чорнуваті, а голова і хвіст яскраво-блакитні. Черево і боки коричневі. Його довгий дзьоб яскраво-червоний.

## Підвиди
Виділяють п'ять підвидів:

- H. l. acteon (Lesson, R, 1830) — Кабо-Верде
- H. l. leucocephala (Statius Müller, PL, 1776) — від Сенегалу та Гамбії до північно-західного Сомалі, північної Танзанії та північної частини ДР Конго.
- H. l. semicaerulea (Gmelin, JF, 1788) — південь Аравійського півострова.
- H. l. hyacinthina Reichenow, 1900 — південний схід Сомалі до Танзанії.
- H. l. pallidiventris Cabanis, 1880 — південь ДР Конго на північний захід Танзанії та південь на північ Південної Африки.